# Spermacoce terminaliflora
Spermacoce terminaliflora är en måreväxtart som beskrevs av Ronald D'Oyley Good. Spermacoce terminaliflora ingår i släktet Spermacoce och familjen måreväxter. Inga underarter finns listade i Catalogue of Life.